# Extrusion réactive
L'extrusion réactive est un processus industriel utilisé notamment en chimie des polymères et dans l'industrie agroalimentaire.

## Principe
Dans le procédé d'extrusion réactive, l'extrudeuse est considérée comme un réacteur chimique de type continu. Cela permet de combiner en une seule opération divers procédés qui étaient auparavant effectués dans des installations différentes offrant donc des discontinuités.
L'extrudeuse est une machine à double-vis. Les deux vis sans fin sont souvent de pas inverse et associées, ce qui permet d'assurer un flux dans un sens et un contre-flux. Elles présentent suivant les sections différentes géométries, dépendant des spécificités des molécules à traiter. Une zone de malaxage permet de casser les agglomérats et de disperser les charges. Toutefois d'autres dispositions existent : vis corotatives de même pas, interpénétrées ou non, en fonction des réactions souhaitées.

## Atouts
Le procédé offre une grande capacité de mélanges des fluides plus ou moins visqueux, qu'ils soient homogènes ou hétérogènes, favorisant les réactions en milieu polymère fondu. La conception modulaire permet de s'adapter à des formulations complexes. Les temps de réaction sont courts, la matière restant moins de deux minutes dans le dispositif, et le processus continu. Le dégazage est efficace du fait du mélange permanent qui permet une élimination optimale des sous-produits de réactions et des résidus monomères. Par ailleurs, l'extrudeuse n'est pas remplie par les fluides, contrairement aux extrudeuses monovis, et la pression n’est donc pas élevée. Enfin, la forme finale du produit en sortie de réacteur est directement utilisable par les industriels transformateurs,,.

## Contraintes
Afin d'assurer une fluidité optimale des polymères ainsi que des systèmes réactifs, une température élevée doit généralement être maintenue dans l'extrudeuse. Outre la contrainte énergétique que cela induit, la viscosité élevée peut encore amener à des échauffements localisés produisant des réactions non-souhaitées et d'éventuelles dégradations du produit. Toutefois cette température est modulable en fonction de l'emplacement dans le dispositif. En outre, le procédé d'extrusion réactive, très adapté aux petits volumes des laboratoires, se prête mal à un usage industriel avec des mise en jeu de quantités importantes,,.

## Usages
Du fait de ses caractéristiques, l'extrusion réactive, à vis corotatives et contrarotatives, s'avèrent présenter un bilan technique et économique favorable pour le traitement réactif des polymères thermoplastiques.

### Agroalimentaire
L'extrusion réactive est utilisée dans l'industrie agroalimentaire, notamment pour fournir des produits d'alimentation animale. Le mélange très homogène pouvant être obtenu permet de garantir une qualité nutritionnelle constante en sortie, ainsi que d'utiliser des intrants très divers. cette technique est en outre assez rentable.

### Chimie des polymères
En chimie des polymères, le procédé est utilisé pour fabriquer des films plastiques, des feuilles extrudées, des tubes et profilés extrudés. Il est également utilisé dans les technologies de recyclage des plastiques.

### Chimie bio-sourcée
En chimie biosourcée, le procédé d'extrusion réactive permet d'extraire les différents composés chimique d'un substrat complexe. Par exemple, il permet de séparer la chitine du carbonate de calcium depuis une coquille de crustacé.